# رؤية ثنائية اللون
إبصار اللونين أو رؤية ثنائية اللون (بالإنجليزية: Dichromacy)‏، هي أحد أنواع عمى الألوان حيث لا يمتلك المريض خلايا مخروطية أو يمتلك خلايا مخروطية ضعيفة في الشبكية، والمريض المصاب بالرؤية ثنائية اللون يكون غير قادر على التعرف على اثنين من أي من هذه الألوان: أزرق أو أخضر أو أحمر، وسبب هذه الحالة هو أن المجموعات الثلاث للخلايا المخروطية في الشبكية عادة ما تكون مفقودة. ويتم تصنيف الخلايا المخروطية إلى ثلاثة ألوان: الأزرق والأخضر والأحمر، عدم وجود أي واحد من هذه الخلايا المخروطية يؤدي إلى الرؤيا ثنائية اللون.

## إبصار اللونين عند الإنسان
في البشر هو عيب في رؤية الألوان حيث تغيب أو لا تعمل إحدى آليات الالوان الأساسية الثلاث. وهو وراثي ومرتبط بالجنس، ويؤثر في الغالب على الذكور. يحدث تباين الألوان عند فقدان أحد أصباغ المخروط وتقليل اللون إلى بعدين. على الرغم من أن معظم الناس لديهم رؤية ثلاثية الألوان، فإن إدراك الألوان ضعيف لدى بعض الأشخاص، مثل الاشخاص المصابين بعمى الالوان، والذي لا يرى المصاب به اللونين الاحمر والاخضر، ويوجد اشخاص مصابون بعمى الالوان التام، وهم الاشخاض الذين لا يرون الا اللونين الابيض والاسود.

## أنواع إبصار اللونين
1. عمى الاحمر (البروتانوبيا): تعد البروتانوبيا النوع الأكثر شيوعاً للرؤية ثنائية اللون اليوم، والمرضى الذين يعانون من البروتانوبيا ليس لديهم خلايا مخروطية حمراء في شبكية العين، هذا يعني أن هؤلاء المرضى غير قادرين على تحديد اللون الأحمر. أيضاً، هؤلاء المرضى يجدون صعوبة في رؤية اللون الأخضر، ولكن منفرداً، يمكن أن يكونوا قادرين على رؤية الأزرق والأخضر بسهولة. ومع ذلك، فمع مزيج من اللونين الأزرق والأخضر، يتعذر عليهما تمييز الفرق ويظهر اللون الرمادي عادةً.
2. عمى الاخضر والاحمر (ديوتيرانوبيا): تشبه حالة الديوتيرانوبيا إلى حد كبير حالة البروتانوبيا، ففي هذا الشكل من الرؤية ثنائية اللون، لا يكون لدى المريض خلايا مخروطية خضراء في شبكية العين مما يجعله غير قادر على تحديد اللون الأخضر. عادة في مرضى الديوتيرانوبيا والبروتانوبيا تظهر نفس الأعراض.عندما يتم تقديم خليط من اللونين الأخضر والأحمر للمريض، فهو يكون غير قادر على تحديد أحد اللونين. لكن منفرداً، يمكن لمريض الديوتيرانوبيا تحديد اللون الأحمر ويمكن لمريض البروتانوبيا أن يرى اللون الأخضر.
3. عمى الأزرق (تريتانوبيا): يعد التريتانوبيا من أندر أشكال الرؤية ثنائية اللون بنسبة 10 من كل مليون شخص. في هذا النوع من الرؤية ثنائية اللون، لا يستطيع المريض التمييز بين اللونين الأصفر والأزرق. والسبب هو أن المريض ليس لديه خلايا مخروطية زرقاء في الشبكية. ويعتبر التريتانوبيا أقل خطورة مقارنة بالنوعين الآخرين من الرؤية ثنائية اللون، لا يواجه مرضى التريتانوبيا عادة صعوبة في التعرف على الألوان التي تتعلق بدرجات الأخضر والأحمر. ويعد التريتانوبيا مرضاً وراثياً وهو مرض نادر، لذلك تم العثور على عدد قليل من المرضى مع هذا الشكل من الرؤية ثنائية اللون.

## إبصار اللونين عند الحيوانات
يعتقد أن معظم الثدييات لديها رؤية ثنائية اللون، لكن هناك استثناءات مثل الرئيسيات القريبة من البشر والثدييات المائية مثل الحيتانيات ووزعنفيات الأقدام، التي لديها رؤية احادية اللون.
تعد سعادين العالم الجديد أيضًا استثناءً جزئيًا: في معظم الأنواع، حوالي 60٪ من الإناث من ثلاثيي الألوان، في حين أن السعادين الليلية لديها رؤية أحادية اللون، وسعادين العواء ثلاثية الألوان. تظهر بعض الدراسات أن الشقبانيات أيضا ثلاثية الألوان.

## مقالات ذات صلة
- ذات اللون الأحادي
- رؤية ثلاثية الألوان

## وصلات خارجية
- https://www.altibbi.com/%D9%85%D8%B5%D8%B7%D9%84%D8%AD%D8%A7%D8%AA-%D8%B7%D8%A8%D9%8A%D8%A9/%D8%A7%D9%85%D8%B1%D8%A7%D8%B6-%D8%A7%D9%84%D8%B9%D9%8A%D9%88%D9%86/%D8%B1%D8%A4%D9%8A%D8%A9-%D8%AB%D9%86%D8%A7%D8%A6%D9%8A%D8%A9-%D8%A7%D9%84%D9%84%D9%88%D9%86